# Lužecki samostan
Lužecki samostan Marije Božje matere (rusko Можа́йский Луже́цкий Рождества́ Богоро́дицы Ферапо́нтов монасты́рь, )  je samostan škofije Odincovo v mestu Možajsk, ustanovljen leta 1408. Samostan stoji na mestu nekdanjega samostana  Jakimanski in je edini od osemnajstih srednjeveških samostanov Možajska, ki je preživel do danes. 

## Zgodovina
Samostan je ustanovil sveti Ferapont Belozerski, učenec Sergeja Radoneškega, na zahtevo kneza Andreja Možajskega. To se je zgodilo leta 1408, 11 let potem, ko je bil ustanovljen samostan Feraponta Belozerskega. 
Posvetitev samostana Lužecki rojstvu Blažene Device Marije je povezana z odločitvijo samega Feraponta, ki mu je bilo rojstvo očitno zelo blizu. Marijin praznik je še posebej častil knez Andrej, ker se je njegov oče, veliki moskovski knez Dimitrij Ivanovič, na ta dan leta 1380  boril na Kulikovskem polju. Legenda pravi, da je v spomin na to bitko njegova mati, velika kneginja Evdokija, zgradila cerkev rojstva Device Marije v Moskovskem kremlju. 
Prva kamnita stolnica v čast rojstva Device Marije je stala v samostanu Lužecki do začetka 16. stoletja, nato pa so jo podrli in na njenem mestu v letih 1524-1547 postavili novo  petkupolno cerkev, ki se je ohranila do danes. 
Prvi arhimandrit samostana Lužecki je bil menih Ferapont, ki je živel petindevetdeset let. Umrl je leta 1426 in bil pokopan ob severni steni stolnice. Leta 1547 je bil kanoniziran za svetnika Ruske pravoslavne cerkve. Kasneje so nad njegovim grobom zgradili kapelo. 
V letih 1681-1684 je bilo okoli samostana zgrajeno kamnito obzidje s štirimi okroglimi stolpi in dvojimi vrati. V letih 1761–1768 so v severovzhodnem vogalu obzidja zgradili kvadratni stolp. V 18. stoletju je bil prizidan še okrogel stolp.
Praznovanje petstote obletnice ustanovitve samostana leta 1908 je trajalo tri dni. Glavno praznovanje je potekalo 27. maja v starem slogu. 
Leta 1918 je samostan postal vojašnica in bil čez štiri leta kasneje uradno zaprt. Leta 1926 so knjižnico, arhiv in predmete iz zakristije prenesli v krajevni muzej. Do konca leta 1929 je bila stolnica odprta kot župnijska cerkev. 11. novembra 1929 je bila cerkev v skladu s protokolom Moskovskega regionalnega izvršnega odbora in Moskovskega mestnega sveta uradno zaprta.
Samostan je preživel oskrunjenje relikvij ustanovitelja in opustošenje in sredi 80.let prejšnjega stoletja ostal brez lastnika. Pred veliko domovinsko vojno je bila v samostanu tovarna strojne opreme in delavnica za izdelavo medicinske opreme. Na samostanskem pokopališču so bile tovarniške garaže z pregledovalnimi jamami in skladišči. V samostanskih celicah so uredili skupna stanovanja, v glavnem poslopju pa menzo in klub vojaške enote. 
V letih 1961-1964 so bila v samostanu izvedena obnovitvena dela pod vodstvom arhitekta-restavratorja N.I. Ivanova. Obnavljala se je predvsem stolnica. Poznejše prizidke okoli nje so podrli, prekrili oboke, obnovili lesene obloge kupol in zazidali kasneje zgrajene okenske odprtine in starodavna režasta okna na fasadah in prizidkih.  
Leta 1994 je bil samostan prenesen v cerkveno last in 23. oktobra je bil po stoletnem premoru imenovan nov škof. 26. maja 1999 so z blagoslovom metropolita Juvenalija Kruticskega in Kolomnskega relikvije sv. Feraponta prenesli v stolnico Rojstva Blažene Device Marije. 
Aprila 2015 so v zvonik namestili nov zvon, težak več kot 2,5 tone, v cerkev pa ikone posebej čaščenih ruskih svetnikov - Odrešenika, Matere božje, Nikolaja Čudodelnika in Feraponta Možajskega.. 
9. avgusta 2015 je po desetmesečni rekonstrukciji potekala otvoritev zvonika, pod katerim je grobnica družine Savel.

## Arhitekturni sklopi
V samostanu so ohranjeni številni arhitekturni sklopi iz 16.–19. stoletja: 
- stolnica Rojstva Blažene Device Marije (1524-1547)
- cerkev Marijinega darovanja z obednicami (prva polovica 16. stoletja)[6]
- zvonik z grobnico družine Savelov (1673-1692)
- kamnito obzidje s stolpi (1681-1684)
- cerkev Gospodovega spremenjenja (1603)
- celice z rektorskim poslopjem (1681-1692), ki je bilo večkrat prezidano
- vhodna vzhodna vrata (1780)
- severne in južne stavbe s celicami (konec 19. - začetek 20. stoletja)
- vrata gospodarskega dela samostana (1890-1895)
- temelj blagajniške hiše (konec 19. stoletja)

Ohranjeni so tudi temelji cerkve sv. Feraponta. Temelji so zgrajeni iz belih kamnitih nagrobnikov s starodavnimi viličastimi križi, prinesenih s pokopališča. Nekaj nagrobnikov so našli tudi med urejanjem samostanskega zemljišča, ki je bilo del pokopališča. Pripravljen je projekt  za obnovo cerkve sv. Feraponta in galerije stolnice.
V bližnji vasi Isavici je izvir zdravilne vode, imenovan Vodnjak sv. Feraponta. Po legendi je izvir odkril sam Ferapont Belozerski. Ob izviru so bazeni. Prvotna zgodovinska lokacija tega izvira ni označena na nobenem arhivskem načrtu. Zanesljivi podatki segajo šele v konec 19. in začetek 20. stoletja. V teh krajih je že od nekdaj veliko izvirov, zato je mogoče, da so v različnih časih omenjali različne izvire.

## Opati
- Makarij (moskovski metropolit) (1523-1526)
- Gurij (Lužecki) (1544-1552)
- Teodozij (Vadbolski) (1702-1704)
- Pankracij (Črnanski) (1754—1757)[10]
- Gervazij (Lincevski) (1776-1777)
- Serafim (Glagolevski) (12. februar 1795 - 28. september 1798)
- Avguštin (Vinogradski) (21. november 1798-1801)
- Melhisidek (1805)
- Anatolij (Svjazev) (25. september 1805 - julij 1806)
- Ambrož (Vinogradski) (1806-1807)
- Sergej (Krilov-Platonov) (5. avgust 1807-1808)
- Gideon (Fomin) (1808—1811)[11]
- Evgenij (Kazancev) (19. avgust 1811-1814)
- Parfenij (Čertkov) (12. avgust 1814 - 21. september 1817)
- Polikarp (Gajtanikov) (14. november 1817—1824)
- Ivan (Dobrozrakov) (14. november 1824 - 30. januar 1826)
- Evlampij (Pjatnicki) (27. april 1831-1834)
- Inokentij (Orlov) (23. marec 1841—1854)[12]
- Dionizij (Vinogradov) (1874-1893) [13]
- Gerontij  (Kurganovski) (1901-1902)
- Benjamin (Averkijev) (1904 - pred 1916)
- Boris (Petruhin) (5. oktober 1994 - 6. oktober 2005)
- Metod (Sokolov) (6. oktober 2005 - 22. avgust 2011)[14]
- Abel (Pivovarov) (od 5. oktobra 2011)

- Slike obnovljenega samostana
- Vhodna vrata samostana
- Častni križ - Golgota
- Starodavni nagrobniki, najdeni v samostanu
- Temelji cerkve sv. Feraponta, zgrajeni iz nagrobnikov
- Cesta do svetega izvira